# Albert Guinovart
Albert Guinovart ou Albert Guinovart i Mingacho (né à Barcelone en 1962) est un pianiste et compositeur catalan.
En juin 2012, il est choisi pour écrire les musiques des Championnats du monde de natation 2013, organisés à Barcelone.